# Orden de la Estrella de Oro
La Orden de la Estrella de Oro (en vietnamita: Huân chương Sao vàng) es la máxima condecoración de Vietnam.
Fue establecida por el decreto N.º 58/SL de la República Democrática de Vietnam en 1947. Su diseño original era una estrella de cinco puntas doradas con «ormolú» pendiendo de una breve cinta roja. El 26 de noviembre de 2003 se modificó (por la Ley de Emulación y Recompensa) su forma: el nuevo diseño consiste en una estrella de cinco puntas que dentro lleva otra estrella dorada pendiendo de una cinta roja y amarilla. Estos colores forman parte de la bandera nacional.
La Orden de la Estrella de Oro ha sido otorgada a dirigentes políticos y militares del movimiento revolucionario vietnamita antes de 1945. Si el individuo se dedicó a la Revolución luego de esa fecha, debe ser Secretario General del Partido, presidente o primer ministro de la República, presidente de la Asamblea Nacional o general en las Fuerzas Armadas, antes del 30 de abril de 1975. Después de esta fecha, se otorga a quienes hicieron cambios de impacto profundo en pos de la sociedad, seguridad y economía de Vietnam, así como jefes de Estados extranjeros que contribuyeron activamente a las causas del país.
Entre los condecorados con la Orden de la Estrella de Oro se encuentran el General Võ Nguyên Giáp y el Comandante Fidel Castro Ruz.